# Anges ABC
El Anges ABC es un equipo de fútbol de Gabón que juega en la Tercera División de Gabón, la tercera liga de fútbol en importancia en el país.

## Historia
Fue fundado en la capital Libreville, siendo uno de los equipos que hizo una revolución en el fútbol de Gabón en la década de los años 1970s junto a varios otros equipos llamados pequeños que alcanzaron títulos de liga o de copa en el país, en un periodo en el que los equipos populares no andaban bien. También cuentan con una sección de baloncesto.
En el caso de los Ángeles obtuvieron su único título de liga hasta el momento en la temporada de 1978/79 luego de vencer en la final al USM Libreville 3-1.
A nivel internacional han participado en 2 torneos continentales, en donde su mejor participación ha sido en la Recopa Africana 1977, en la cual fueron eliminados en la segunda ronda por el ASF Police de Senegal.

## Palmarés
- Primera División de Gabón: 1

1978/79

## Participación en competiciones de la CAF
| Temporada | Torneo                            | Ronda | Club          | Casa | Visita | Global |
| --------- | --------------------------------- | ----- | ------------- | ---- | ------ | ------ |
| 1977      | Recopa Africana                   | 1     | ASKO Kara     | 3-1  | 0-1    | 3-2    |
| 1977      | Recopa Africana                   | 2     | ASF Police    | 1-8  | 0-0    | 1-8    |
| 1980      | Copa Africana de Clubes Campeones | 1     | Hearts of Oak | 2-2  | 2-3    | 4-5    |